# François Léonor Couraye du Parc
François Léonor Couraye du Parc, né à Granville le 1er juillet 1746 et mort à Saint-Lô le 30 août 1818, dernier vicomte de Granville, est une personnalité politique de la Manche.

## Biographie

Armes Couraye du Parc

François Léonor Couraye du Parc est le fils de Léonor-François Couraye du Parc (1719-1754), sieur du Parc, riche armateur et négociant de Granville qui arme plusieurs corsaires (navires) pendant la guerre de succession d'Autriche (dont les trois Grenots), et de Suzanne Raciquot. Il se marie à Granville en 1770 avec Françoise Chenu, fille de Jacques Chenu, conseiller du Roi et président des traites et du quart-bouillon à Granville et de Marie Anne Dubois.[réf. nécessaire]
Il s'engage dans l'administration et à la fin de l'Ancien Régime, il cumule (depuis 1787) les fonctions de subdélégué de l'intendant de Caen, de lieutenant de police, de conseiller du roi et de maire de Granville. En 1775, il est nommé vicomte de Granville (juridiction de police, créée en 1635). Il participe à l'Assemblée générale des trois ordres du bailliage de Coutances le 16 mars 1789, parmi les « nobles non possédant fiefs ».
Pendant la Révolution, il est déchu de ses fonctions, arrêté et conduit avec son épouse à la maison d'arrêt de Coutances.[réf. nécessaire]
Sous le Consulat et l'Empire, il siège au conseil général de la Manche entre 1802 et 1816, qu'il préside en 1812 et de 1814 à 1816.[réf. nécessaire]
Membre du bureau de bienfaisance, il est également président de canton puis président du tribunal de première instance de Coutances puis de Saint-Lô.[réf. nécessaire]  Il est aussi juge de paix à Montmartin-sur-Mer.[réf. nécessaire]
François Léonor Couraye du Parc est anobli par lettres patentes du 22 mai 1778. Sa famille porte les armes suivantes : d’azur au cheval d’or accompagné de 3 quintefeuilles de même posées 2 et 1, au chef aussi d’or chargé de 3 roses de gueules.